# Brad Beyer
Brad Beyer, nome completo Bradford G. Beyer Junior (Waukesha, 23 settembre 1973), è un attore statunitense.

## Biografia
Si è diplomato alla Catholic Memorial High School.
Ha interpretato alcuni ruoli in Law & Order, Sex and the City e CSI Miami. Ha preso parte ai film Cop Land, Trick, La figlia del generale, 42 - La vera storia di una leggenda americana e Pazzi in Alabama. È conosciuto soprattutto per aver recitato nella serie televisiva Jericho.

## Filmografia

### Cinema
- Cop Land, regia di James Mangold (1997)
- Trick, regia di Jim Fall (1999)
- La figlia del generale (The General's Daughter), regia di Simon West (1999)
- Pazzi in Alabama (Crazy in Alabama), regia di Antonio Banderas (1999)
- Sorority Boys, regia di Wallace Wolodarsky (2002)
- Mr. Woodcock, regia di Craig Gillespie (2007)
- 42 - La vera storia di una leggenda americana (42), regia di Brian Helgeland (2013)
- Thank You for Your Service, regia di Jason Hall (2017)

### Televisione
- Sex and the City – serie TV, episodio 3x01 (2000)
- Squadra emergenza (Third Watch) – serie TV, 8 episodi (2001-2002)
- Jericho – serie TV, 26 episodi (2006-2008)
- NCIS: Los Angeles – serie TV, episodio 2x17 (2011)
- NCIS - Unità anticrimine (NCIS) – serie TV, episodi 10x06-10x07 (2012)
- Amiche nemiche (GCB) – serie TV, 10 episodi (2012)
- Royal Pains – serie TV, 5 episodi (2013)
- Extant – serie TV, 8 episodi (2014)
- Perception – serie TV, episodio 2x11 (2014)

## Doppiatori italiani
Nelle versioni in italiano delle opere in cui ha recitato, Brad Beyer è stato doppiato da:
- Francesco Pezzulli in CSI: NY, Station 19
- Massimiliano Virgilii in La figlia del generale
- Enrico Di Troia in CSI: Miami
- Roberto Certomà in Jericho
- Edoardo Nordio in Lie To Me
- Gino Manfredi in The Mentalist
- Alessandro Budroni in NCIS: Los Angeles
- Stefano Crescentini in NCIS - Unità anticrimine
- Daniele Giuliani in The Glades
- Carlo Scipioni in Code Black
- Luigi Ferraro in Perception
- Gianluca Machelli in Hawaii Five-0
- Giorgio Borghetti in Stumptown
- Massimo Bitossi in Chicago Med